# ناحیه سیردریا
ناحیهٔ سیردریا (به ازبکی: Sirdaryo District) یک ناحیه در ازبکستان است که در ولایت سیردریا واقع شده‌است. ناحیه سیردریا ۵۵۰ کیلومتر مربع مساحت و ۱۱۰٬۵۰۰ نفر جمعیت دارد.